# On the Wire
Az On the Wire egy 2000-es Lee „Scratch” Perry-lemez.

## Számok
1. Lee 'Scratch' Perry on the Wire – 8:05
2. Exodus – 8:52
3. For Whom the Bell Tolls – 11:02
4. The Grim Reaper – 4:29
5. Yes My Friends – 7:01
6. Rock My Soul – 6:03
7. Seaside (Mystic Mirror) – 8:44
8. I Am the Upsetter – 5:38
9. Keep on Moving – 8:07
10. Burn Funky – 7:45

## Zenészek
- Lee „Scratch” Perry – vokál
- Chesley Samson
- Dennis Augustine – gitár
- Tony Hendry – basszusgitár